# Te Prego Lá Fora
Te Prego Lá Fora é um filme de animação adulta brasileiro de 2021, produzido pelo Porta dos Fundos e co-produzido pela Estricnina Desenhos Animados, dirigido por Rodrigo Van Der Put, Marco Pavão e Thiago Martins, com roteiro de Fábio Porchat, Gabriel Esteves e Jhonatan Marques. O filme estreou exclusivamente na Paramount+ em 15 de dezembro de 2021.
No filme, Rafael Portugal interpreta Jesus; João Vicente de Castro dubla como o Barrabás; Thati Lopes faz a voz de Maria; Fábio de Luca é Lázaro; Nathalia Cruz interpreta Madalena; Estevam Nabote é Deus; Antonio Tabet aparece como Eliézer; Gregório Duvivier como Jacó; Evelyn Castro faz a voz de Daíde e João Pimenta atua como o personagem Tomé. O elenco conta também com as participações de Fábio Porchat como Herodes e Jaqueu; Rafael Infante como Brian e Salomão; Totoro como Bartholomeu, Soldado e Pai da Madalena; Noêmia Oliveira como Inês e Abdala; e Joel Vieira como Cabeça Pervertido, Homem de Sodoma e Dono da Vaca.

## Sinopse
Todo mundo sabe que ser adolescente não é fácil, ainda mais quando se é um semideus com poderes ilimitados e correndo o risco de ser crucificado a qualquer momento, essa é a vida de Jesus Cristo em sua escola nova.

## Elenco
| Rafael Portugal        | Jesus                                                           |
| Antonio Tabet          | Eliézer                                                         |
| Estevam Nabote         | Deus                                                            |
| Evelyn Castro          | Daíde                                                           |
| Fábio de Luca          | Lázaro                                                          |
| Fábio Porchat          | Herodes                                                         |
| Gregório Duvivier      | Jacó                                                            |
| Gabriel Totoro         | Bartolomeu / Zaqueu                                             |
| João Seu Pimenta       | Tomé                                                            |
| João Vicente de Castro | Barrabás                                                        |
| Joel Vieira            | Cabeça Pervertido / Homem de Sodoma / Dono da Vaca / Flanelinha |
| Nathalia Cruz          | Madalena / Panfleteira                                          |
| Noemia Oliveira        | Inês / Abdala                                                   |
| Pedro Benevides        | Esdras / Soldado Romano / Ádis                                  |
| Rafael Infante         | Brian / Salomão                                                 |
| Thati Lopes            | Maria                                                           |